# コーロステニ
- コーロステニ
- コロステン

コーロステニ（ウクライナ語: Коростень）はウクライナ・ジトーミル州の市である。同州コーロステニ地区の行政の中心地である。コロステンとも表記する。

## 地理
プリピャチ川支流のウジュ川に面し、州都ジトーミルから87km、首都キエフから150kmの位置にある。

## 姉妹都市
- マズィル（ベラルーシ）
- アネニイ・ノイ（ルーマニア語版、英語版、ロシア語版） （モルドバ）
- クウォブツク（ポーランド）
- クラスニク(en)（ポーランド）
- ノヤブリスク（ロシア）
- コガルィム(en)（ロシア）
- スウィトロウォトシク(en)（ウクライナ）